# Martina Batiniová
Martina Batiniová (* 17. dubna 1989 Pisa, Itálie) je italská sportovní šermířka, která se specializuje na šerm fleretem. Itálii reprezentuje od druhého desetiletí jednadvacátého století. V roce 2014 obsadila druhé místo na mistrovství světa a Evropy v soutěži jednotlivkyň. S italským družstvem fleretistek vybojovala v letech 2014, 2015 a 2017 titul mistryň světa a Evropy. Na Letních olympijských hrách 2020 získala bronzovou medaili s družstvem fleretistek, v němž byly kromě ní Erica Cipressaová, Arianna Errigová a Alice Volpiová. V individuální soutěži vypadla na tokijské olympiádě v prvním kole s Maďarkou Fanni Kreissovou.
Je členkou klubu GS Forestale. Vystudovala inženýrský management na Univerzitě v Pise. Má syna Leonarda, jehož otcem je Matteo Tagliariol. Italskou reprezentantkou v šermu je i její mladší sestra Camilla Batiniová.
V roce 2017 získala ocenění Collare d'oro al merito sportivo.